# Staša Gejo
Staša Gejo (en serbio: Сташа Гејо; Niš, 25 de noviembre de 1997) es una deportista serbia que compite en escalada, especialista en la prueba de bloques.
Ganó dos medallas de bronce en el Campeonato Mundial de Escalada, en los años 2018 y 2021, y cuatro medallas en el Campeonato Europeo de Escalada, en los años 2017 y 2020. Además, consiguió una medalla de oro en los Juegos Mundiales de 2017.

## Palmarés internacional
| Campeonato Mundial | Campeonato Mundial  | Campeonato Mundial | Campeonato Mundial |
| Año                | Lugar               | Medalla            | Prueba             |
| ------------------ | ------------------- | ------------------ | ------------------ |
| 2018               | Innsbruck (Austria) | Medalla de bronce  | Bloques            |
| 2021               | Moscú (Rusia)       | Medalla de bronce  | Bloques            |
| Campeonato Europeo |                     |                    |                    |
| Año                | Lugar               | Medalla            | Prueba             |
| 2017               | Múnich (Alemania)   | Medalla de oro     | Bloques            |
| 2017               | Múnich (Alemania)   | Medalla de bronce  | Combinada          |
| 2020               | Moscú (Rusia)       | Medalla de plata   | Combinada          |
| 2020               | Moscú (Rusia)       | Medalla de bronce  | Bloques            |